# Andreea Rotaru
Dana Andreea Rotaru (n. Pricopi, 20 februarie 1994, în Brașov) este o handbalistă română care joacă pentru clubul CSM București pe postul de coordonator. Rotaru este și componentă a echipei naționale a României.

## Palmares
- Cupa Cupelor:
  - Turul 3: 2014

- Liga Europeană:
  - Turul 3: 2021, 2022

- Cupa EHF:
  -  Câștigătoare: 2018
  - Semifinalistă: 2016
  - Optimi: 2015
  - Turul 3: 2019
  - Turul 2: 2017

- Liga Națională:
  -  Câștigătoare: 2019
  -  Medalie de argint: 2014, 2018
  -  Medalie de bronz: 2015, 2016

- Cupa României:
  -  Câștigătoare: 2021
  -  Finalistă: 2013, 2019
  -  Medalie de bronz: 2020
  - Semifinalistă: 2014

- Supercupa României
  -  Câștigătoare: 2018, 2021
  -  Finalistă: 2017

## Statistică goluri și pase de gol
Conform Federației Române de Handbal, Federației Europene de Handbal și Federației Internaționale de Handbal:
| Sezon              | Echipă | Goluri |
| ------------------ | ------ | ------ |
|                    |        |        |
| 2012-13            |        |        |
| Corona Brașov      | 26     |        |
|                    |        |        |
| 2013-14            |        |        |
| Corona Brașov      | 47     |        |
|                    |        |        |
| 2014-15            |        |        |
| Corona Brașov      | 82     |        |
|                    |        |        |
| 2015-16            |        |        |
| Corona Brașov      | 71     |        |
|                    |        |        |
| 2016-17            |        |        |
| Corona Brașov      | 67     |        |
|                    |        |        |
| 2017-18            |        |        |
| SCM Craiova        | 55     |        |
|                    |        |        |
| 2018-19            |        |        |
| SCM Râmnicu Vâlcea | 24     |        |
|                    |        |        |
| 2019-20            |        |        |
| SCM Gloria Buzău   | 41     |        |
|                    |        |        |
| 2020-21            |        |        |
| SCM Gloria Buzău   | 66     |        |

| Sezon              | Echipă | Goluri |
| ------------------ | ------ | ------ |
|                    |        |        |
| 2012-13            |        |        |
| Corona Brașov      |        |        |
|                    |        |        |
| 2013-14            |        |        |
| Corona Brașov      |        |        |
|                    |        |        |
| 2014-15            |        |        |
| Corona Brașov      | 7      |        |
|                    |        |        |
| 2015-16            |        |        |
| Corona Brașov      | -      |        |
|                    |        |        |
| 2016-17            |        |        |
| Corona Brașov      | 1      |        |
|                    |        |        |
| 2017-18            |        |        |
| SCM Craiova        | 4      |        |
|                    |        |        |
| 2018-19            |        |        |
| SCM Râmnicu Vâlcea | 10     |        |
|                    |        |        |
| 2019-20            |        |        |
| SCM Gloria Buzău   | 15     |        |
|                    |        |        |
| 2020-21            |        |        |
| SCM Gloria Buzău   | 10     |        |

| Sezon              | Echipă | Goluri |
| ------------------ | ------ | ------ |
|                    |        |        |
| 2016-17            |        |        |
| SCM Craiova        | 6      |        |
|                    |        |        |
| 2017-18            |        |        |
| SCM Râmnicu Vâlcea | -      |        |

| Ediția           | Echipă | Goluri | Pase de gol |
| ---------------- | ------ | ------ | ----------- |
|                  |        |        |             |
| Cehia 2011       |        |        |             |
| România junioare | 30     | 10     |             |

| Ediția           | Echipă | Goluri | Pase de gol |
| ---------------- | ------ | ------ | ----------- |
|                  |        |        |             |
| Muntenegru 2012  |        |        |             |
| România junioare | 39     | 14     |             |

| Ediția          | Echipă | Goluri | Pase de gol |
| --------------- | ------ | ------ | ----------- |
|                 |        |        |             |
| Olanda 2011     |        |        |             |
| România tineret | 11     | 3      |             |
|                 |        |        |             |
| Danemarca 2013  |        |        |             |
| România tineret | 44     | 15     |             |

| Ediția          | Echipă | Goluri | Pase de gol |
| --------------- | ------ | ------ | ----------- |
|                 |        |        |             |
| Cehia 2012      |        |        |             |
| România tineret | 26     | 2      |             |
|                 |        |        |             |
| Croația 2014    |        |        |             |
| România tineret | 37     | 15     |             |

| Sezon         | Echipă | Goluri |
| ------------- | ------ | ------ |
|               |        |        |
| 2013-14       |        |        |
| Corona Brașov | 3      |        |

| Sezon            | Echipă | Goluri |
| ---------------- | ------ | ------ |
|                  |        |        |
| 2020-21          |        |        |
| SCM Gloria Buzău | 5      |        |
|                  |        |        |
| 2021-22          |        |        |
| SCM Gloria Buzău | 11     |        |

| Sezon              | Echipă | Goluri |
| ------------------ | ------ | ------ |
|                    |        |        |
| 2014-15            |        |        |
| Corona Brașov      | 5      |        |
|                    |        |        |
| 2015-16            |        |        |
| Corona Brașov      | 21     |        |
|                    |        |        |
| 2016-17            |        |        |
| Corona Brașov      | 5      |        |
|                    |        |        |
| 2017-18            |        |        |
| SCM Craiova        | 29     |        |
|                    |        |        |
| 2018-19            |        |        |
| SCM Râmnicu Vâlcea | -      |        |